# رفع (نحو)
رَفع یکی از انواع اعراب در عربی است. به کلمه‌ای که دارای اعراب رفع باشد، مرفوع می‌گویند.
مرفوعات عبارت اند از : فاعل،  نایب فاعل، مبتدا وخبر 
فاعل : اسمی که فعل تام معلوم و یا شبه فعل به آن نسبت داده می‌شود و همیشه فعل بر فاعل مقدم است. مانند  قَد أَفْلحَ المومنون   در اینجا ' أَفلَحَ ' فعل و 'المومنون' فاعل مي باشد 
نايب فاعل :  اسمی که فعل مجهول تام متصرف ویا شبه فعل به آن نسبت داده می‌شود و در کلام جانشین فاعل می‌گردد .فعل همیشه بر نایب فاعل مقدم است مانند ضُرِبَ زيدٌ   در اینجا ' ضرب ' فعل مجهول  'زيدّ' نايب فاعل مي باشد  
مبتدا  : اسمي است كه چیزی به آن نسبت داده می‌شود و خالی از عوامل لفظی مي باشد مانند زيدٌ قائمٌ  در اینجا 'زيد' مبتدا و 'قائم 'خبر می باشد 
خبر: چیزی است که به مبتدا نسبت داده می‌شود مانند زيدٌ يضرب ٌ در اینجا 'یضرب' خبر می باشد که به زيد نسبت داده شده است 

## علایم رفع
علامت اصلی رفع، ضَمِّه(ــُـ) است، ولی در موارد زیر «الف» و «واو» جانشین ضمه می‌شود.
- در اسم مثنی و ملحقات آن: «الف» جانشین ضمه می‌شود.
- در جمع مذکر سالم و ملحقات آن: «واو» جانشین ضمه می‌شود.
- در اسماء سته: «واو» جانشین ضمه می‌شود.[۴]